# Phyllocycla elongata
Phyllocycla elongata là loài chuồn chuồn trong họ Gomphidae. Loài này được Selys in Selys & Hagen mô tả khoa học đầu tiên năm 1858.